# Virbio (figlio di Ippolito)
Virbio è un personaggio della mitologia romana. Fu un re di Aricia.

## Genealogia
Secondo Virgilio è figlio di Ippolito e di Aricia, mentre per Silio Italico è uno dei tre figli di Egeria ed è fratello di Capys e Albanus.

## Mitologia
Dopo che il padre Ippolito fu resuscitato da Asclepio e dopo che prese il nome di Virbio (nato due volte), Artemide trasportò il principe ateniese nel Latium. Il giovane sposò quindi una donna del luogo, e da lei ebbe un figlio chiamato a sua volta Virbio, destinato a diventare re di Aricia. 
Allo scoppio della guerra fra italici e profughi troiani Virbio guidò i guerrieri di Aricia contro Enea in qualità di alleato di Turno.